# Arevelk (1855-1856)
Arevelk (arménien : Արեւելք, littéralement « Orient ») est une revue bimensuelle en langue arménienne fondée par Stepan Voskan, publiée entre 1855 et 1856 et qui connaît 15 numéros.

## Historique
Arevelk est fondée le 1er juillet 1855 par l'écrivain Stepan Voskan.
Dans cette revue, il veut « diffuser les idées de progrès économique et social, les idéaux de liberté que lui inspirent les luttes politiques en France et le mouvement de l'unité italienne ». Il publie des articles d'histoire, d'ethnographie, d'art, d'agronomie, politiques, sociaux, économiques, etc..
Cette revue est aussi littéraire car on y trouve des articles et des traductions en arménien de certaines des œuvres de Lamennais, Gérard de Nerval, Lachambeaudie, Voltaire (notamment Jeannot et Colin), Théophile Gautier, etc.,.
Elle disparaît avec le numéro 15 daté du 1er février 1856.

## Liste des numéros
- n° 1, 1er juillet 1855, [lire en ligne] ;
- n° 2, 15 juillet 1855, [lire en ligne] ;
- n° 3, 1er août 1855, [lire en ligne] ;
- n° 4, 15 août 1855, [lire en ligne] ;
- n° 5, 1er septembre 1855, [lire en ligne] ;
- n° 6, 15 septembre 1855, [lire en ligne] ;
- n° 7, 1er octobre 1855, [lire en ligne] ;
- n° 8, 15 octobre 1855, [lire en ligne] ;
- n° 9, 1er novembre 1855, [lire en ligne] ;
- n° 10, 15 novembre 1855, [lire en ligne] ;
- n° 11, 1er décembre 1855, [lire en ligne] ;
- n° 12, 15 décembre 1855, [lire en ligne] ;
- n° 13, 1er janvier 1856, [lire en ligne] ;
- n° 14, 15 janvier 1856, [lire en ligne] ;
- n° 15, 1er février 1856, [lire en ligne].